# Екатеринбург-Экспо
Екатеринбург-Экспо — выставочный центр, расположенный в Екатеринбурге. Введён в эксплуатацию в июле 2011 года для проведения уральской международной промышленной выставки «Иннопром-2011».

## Строительство

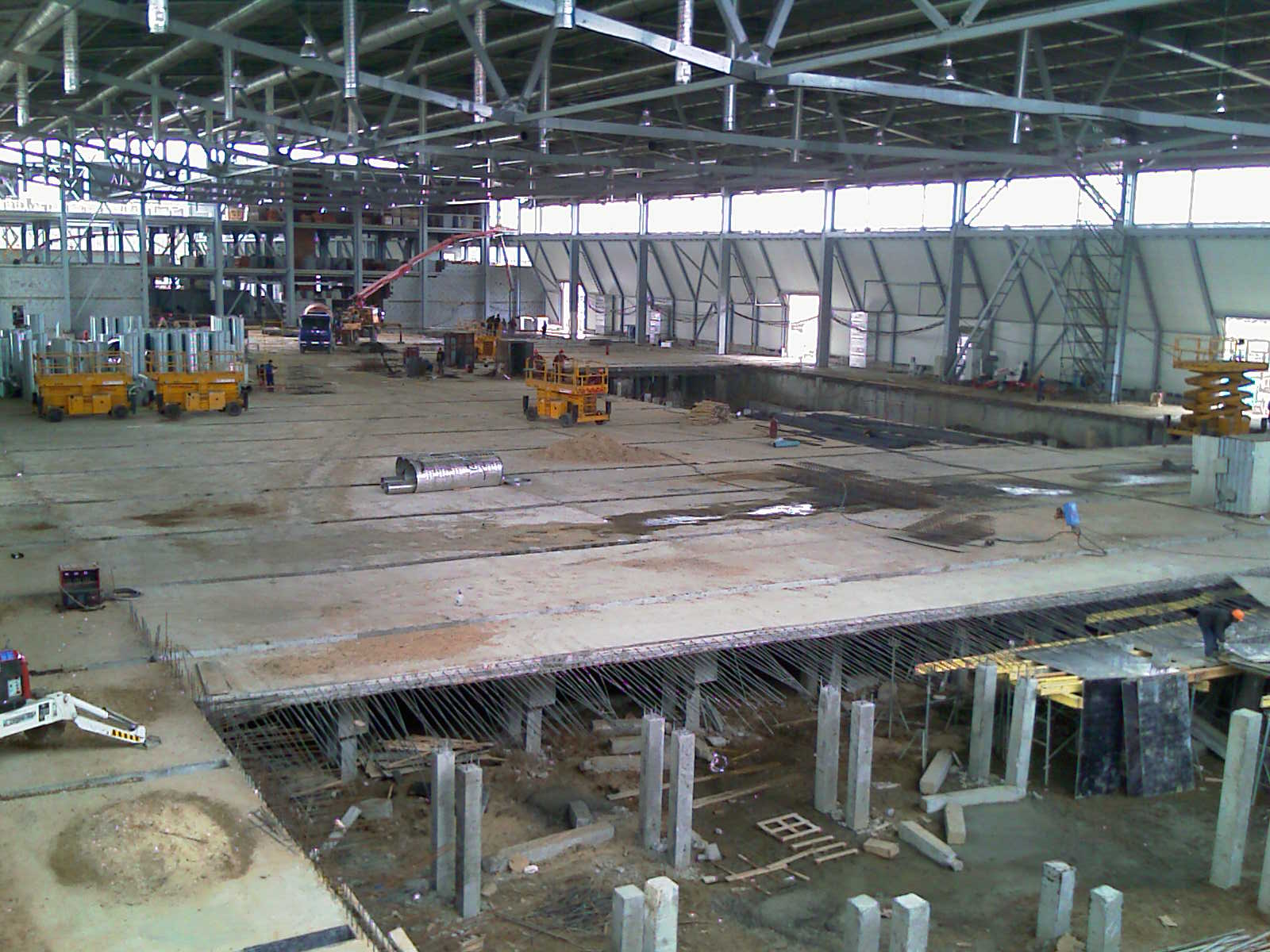
Строительство комплекса в 2011 г.

После проведения выставки Иннопром-2010, для которой правительство области арендовало два складских павильона, зашла речь о строительстве специального выставочного комплекса для проведения выставки Иннопром-2011. В конце 2010 года был составлен проект и начато строительство. Объявленная сметная стоимость составила около 4 миллиардов рублей. Областной бюджет выделял 2 миллиарда рублей, группа Синара 300 миллионов, остальную сумму выделял Сбербанк России в виде кредита на 10 лет под 11 % годовых. Планировалось построить три павильона по 10 тысяч м², один на 20 тысяч и входную группу с конгресс-холлом. Общая площадь центра должна была составить 90 тысяч м². Планировалось также протянуть к комплексу отдельную железнодорожную ветку. Этот проект был одним из приоритетных для губернатора области А. С. Мишарина.
Заказчиком строительства выступила компания «Уральский выставочный центр», владельцами которой являлись контролируемая правительством области ОАО «Корпорация развития Среднего Урала» (с долей 88 %) и группа компаний «Синара» (12 %). Вкладом «Синары» выступил участок для строительства, взятый ей ранее в аренду на 49 лет.
Генеральным подрядчиком строительства выступила компания ООО «Русград», заключившая субподрядные договора с более чем 300 строительными организациями.
Строительство было начато на месте бывшего озера Карасье, ныне полностью заболоченного, покрытого толстым слоем торфа. Тяжёлая гидрологическая обстановка вызвала почти двукратное удорожание проекта даже несмотря на сокращение площадей с 90 до 50 тысяч (было принято решение отказаться от строительства входной группы и конгресс-холла). Для покрытия расходов правительство области было вынуждено взять дополнительный кредит в Сбербанке России на 5 миллиардов рублей. Поручителем выступила близлежащая птицефабрика «Свердловская». Этим кредитом заинтересовалась прокуратура, и в августе она вынесла предписание на имя председателя правительства области А. Л. Гредина с требованием расторгнуть договор с банком и наказать виновных должностных лиц.
Болотистость участка сильно затрудняла работу строителей. В трясине утонуло несколько единиц техники, свежепостроенная дорога проседала и трескалась. Протянутую к комплексу по заболоченной местности линию электропередачи назвали «технологически уникальной».
Работая в авральном темпе, строители все же смогли сдать объект буквально накануне выставки.

## Конгресс-центр МВЦ
В 2014 году генеральный подрядчик ООО «Русград» приступил к проектированию Конгресс-центра в составе МВЦ «Екатеринбург-Экспо». Для разработки архитектурной концепции здания Конгресс-центра был привлечён британский архитектор Алекс Битус. За основу концепции, по словам автора проекта, была взята идея пересечений трёх геометрически сложных форм. Две из них символизируют встречу востока и запада. В центре их пересечения располагается третий элемент композиции — большой концертный зал.
Площадь здания составила 41,6 тысяч м². Вместимость концертного зала-трансформера 5 тысяч человек. Дополнительно в Конгресс-центре были спроектированы 43 зала вместимостью от 10 до 500 человек, под различные форматы мероприятий.
Реализация проекта в 2017 году была поручена ООО «Синара-Девелопмент», входящая в группу компаний «Синара». С окончанием строительства 2019 году проект завершил формирование единого архитектурного ансамбля, состоящего из существующих выставочных павильонов МВЦ и нового комплекса Конгресс-центра.

## Сегодняшний день
Международный выставочный центр «Екатеринбург-Экспо» — это один из самых крупных и современных выставочных комплексов в России и крупнейший в Уральском федеральном округе. Ежегодно выставочный комплекс посещает более 500 тыс. человек, и открывает свои двери для проведения международных и федеральных мероприятий.
В состав выставочного центра входят 4 павильона общей площадью 50 тысяч м². 60 000 м² открытых выставочных площадей позволяют проводить мероприятия, предполагающие уличный формат. Современное техническое оснащение и инфраструктура комплекса позволяет проводить деловые, культурные, развлекательные и спортивные мероприятия международного уровня. Выставочные павильоны подходят для проведения концертов и шоу, фестивалей и спортивных мероприятий до 20 000 зрителей.
Ежегодно МВЦ «Екатеринбург-Экспо» становится площадкой для десятков выставок, концертов, форумов и других мероприятий.

## Споры о стоимости проекта
По мере строительства комплекса его стоимость, предъявляемая генподрядчиком заказчику, постоянно росла. До момента начала Иннопрома деньги на счет генподрядчика поступали и он частично расплачивался со своими поставщиками и субподрядчиками. После проведения выставки деньги поступать прекратили, так как для окончательного расчета было необходимо утвердить сметы на уже выполненные работы. Этот процесс затянулся, несмотря на внушительную сумму задолженности.
В сентябре неизвестными лицами была предпринята попытка рейдерского захвата генерального подрядчика строительства компании «Русград» перерегистрацией её в Москву и сменой генерального директора. Компанию удалось отстоять в суде, было возбуждено уголовное дело.
В октябре 2011 «Русград» заявила о подготовке иска к заказчику строительства — Уральскому выставочному центру — на взыскание задолженности за выполненные работы. В СМИ назывались суммы задолженности до 2,5 миллиардов рублей из общей сметной стоимости в 7,5 миллиардов. Некоторым субподрядчикам выплата денег была задержана более чем на полгода.
Первый вице-премьер правительства области Михаил Максимов отверг эти обвинения. По его словам, контракт был на 5 миллиардов и их правительство выплатило.
Генподрядчик блокирует передачу комплекса в собственность заказчика. Ситуация осложняется тем, что кредит Сбербанка, взятый под залог птицефабрики должен был быть 1 сентября 2011 года переоформлен под залог самого построенного комплекса, а это невозможно без оформления права собственности.

## Оператор комплекса
Изначально планировалось, что ведущим оператором комплекса станет известная немецкая фирма «Дойче Мессе АГ». Но после проведения Иннопрома-2011 оператором комплекса стала фирма «Формика». В настоящее время оператором комплекса является компания «Уральский выставочный центр», владельцем которой является контролируемая Правительством Свердловской области ОАО «Корпорация развития Среднего Урала».